# Oppenheim (Nueva York)
Oppenheim es un pueblo ubicado en el condado de Fulton en el estado estadounidense de Nueva York. En el año 2000 tenía una población de 1.774 habitantes y una densidad poblacional de 12.2 personas por km².

## Geografía
Oppenheim se encuentra ubicado en las coordenadas 43°4′54″N 74°42′3″O / 43.08167, -74.70083.

## Demografía
Según la Oficina del Censo en 2000 los ingresos medios por hogar en la localidad eran de $31,284, y los ingresos medios por familia eran $34,306. Los hombres tenían unos ingresos medios de $26,289 frente a los $19,427 para las mujeres. La renta per cápita para la localidad era de $13,504. Alrededor del 12.4% de la población estaban por debajo del umbral de pobreza.